# Alto Medio Canindé (tiểu vùng)
Alto Medio Canindé là một tiểu vùng thuộc bang Piauí, Brasil. Tiều vùng này có diện tích 31240 km², dân số năm 2007 là 241372 người.